# Црни пантери
Партија црних пантера (првобитно названа Партија црних пантера за самоодбрану) била је афроамеричка организација револуционарног социјализма, активна у САД од 1966. до 1982. године. Основана од стране Хјуија Њутона, Бобија Сила и Ричарда Аокија у октобру 1966, организација се првобитно заложила за доктрину оружаног отпора друштвеном угњетавању у интересу афроамеричке правде, иако су се њени циљеви и филозофија радикално променили током постојања партије. Док су се лидери организације страствено залагали за социјалну доктрину, репутација партије као црних националиста је привукла чланство различитих идеологија, тако да је консензус у партији био тешко остварљив, а различити погледи базе партије су се често сукобљавали са погледима њеног вођства.

## Историја Црних пантера
Дана 25. априла 1967. прво издање Црног пантера, званично страначко гласило одлази у дистрибуцију. Следећег месеца марширају на главни град Калифорније са пуним наоружањем из протеста јер је држава покушала да забрани ношење напуњеног оружја у јавности. Боби Сил чита став протеста, док полиција реагује одмах хапсећи њега и свих 30 наоружаних Пантера. Овај рани чин политичке репресије потпаљује ватру у тињајућем покрету отпора у САД, ускоро изазивајући мањинске раднике да узму оружје и оформе нове огранке Пантера изван државе. Октобра 1967. полиција хапси министра одбране Хјуиа Њутона због убиства полицајца у Оукленду. Пантер Елриџ Кливер оформљава покрет „Ослободите Хјуија“ (енгл. Free Huey), борбу којој ће Пантери посветити велики део своје пажње у долазећим годинама, док партија шири своје корене још више у политички живот, правећи коалицију са различитим револуционарним партијама. Стокли Кармајкл, бивши председавајући Студентског ненасилног координационог комитета (СНЦЦ) и национално познат пропагатор Црних пантера, регрутован је кроз ову борбу и брзо постаје премијер партије у фебруару 1968. Кармајкл је непопустљиво против укључивања белаца у црначки ослободилачки покрет, објашњавајући да белци не могу да се поистовете са искуством црнаца и да ће имати застрашујући ефекат на црнце, што може направити опозицију унутар Пантера. Кармајкл објашњава: 
 Белци који дођу у црначку заједницу са идејом промене желе да ослободе себе одговорности за оно што раде и кажу да промена једино може доћи кроз уједињење црнаца, што је најгора врста патернализма... Ако желимо наставити до правог ослобођења морамо се помакнути од белих људи...(иначе) наћи ћемо се заплетени у пипцима комплекса беле моћи која контролише ову земљу.
 Почетком 1968, након продаје Маове Црвене Књиге студентима у циљу скупљања новца за куповину пушака, Партија од књиге прави неопходно штиво. У међувремену ФБИ, под Едгар Хувером, започиње програм назван КОИНТЕЛПРО (контра-обавештајни програм) да би разбила јединство револуционарних група које су почеле са радом на очвршчавању савеза подстакнуте примером и радом Пантера – Партије мира и слободе, Браон беретки, Студената за демокртаско друштво, СНЦЦ, СЦЛЦ, Марша сиромашних људи, Цезара Чавеза и других у фарми радничког покрета Покрета америчких Индијанаца, Младе порториканскле браће, Младих господара и многих других.

## Десет тачака
Група је основана на принципима Програма десет тачака, који је позивао на „земљу, хлеб, домове, образовање, одевање, правду и мир“, као и изузеће од војне службе која би користила Афроамериканце да „се боре и убијају обојене људе у свету, који је као црначки народ, жртва беле расистичке владе Америке“. Док је чврсто заснована на црначком национализму и почела као организација која је у чланство примала искључиво Афроамериканце, партија је размотрила себе како је расла и постајала значајна и постала је иконски представник контракултурних револуција шездесетих. Црни пантери су чак осудили црни национализам као „црни расизам“ и постали су више усредсређени на социјализам без искључивања, успоставивши различите друштвене програме да би ублажили сиромаштво и болести међу заједницама за које су сматрали да им је најпотребнија помоћ или да су највише занемарени од америчке владе.

## Малколм Икс
Учење Малколма Икса било је дубоко укорењено у теоретским основама Партије Црних пантера. Малком Икс је представљао како милитантног револуционара, са достојанством и самопоштовањем довољним да устане и бори се до победе за све обесправљене мањине, тако и изванредан узор некога ко је настојао да обезбеди позитивне друштвене промене; нешто што би Црне пантере одвело до нових висина. Они су следили Малкомово уверење у међународно јединство радничке класе без обзира на боју коже и пол, уједињење са различитим мањинама и белим револуционарним групама. Из принципа маоизма дали су улогу својој партији као претходници револуције и радили су да успоставе уједињени фронт, док су из марксизма црпели критику капиталистичког економског система, пригрлили су теорију дијалектичког материјализма, представљали су потребу свих радника да силом преузму средства производње.
Политички циљеви групе су често засењивани њиховим сукобима и војном тактиком, и њиховом сумњивом односу према припадницима закона, које су Црни пантери сматрали за осовину расизма која се може превазићи само вољом да се предузме оружана самоодбрана. Црни пантери су се распали почетком седамдесетих под тежином унутрашњих деоба и спољашњег притиска савезних, државних и локалних правних институција. Било је различитих оптужби о степену покушаја представника закона да се дискредитује или уништи организација, укључујући наводне црначке пропаганде, инфилтрације агената-провокатора, чак и убиства.

## Терор полиције САД и репресија
Дана 6. априла 1968. у Западном Оукленду, Боби Хутон, стар 17 година убијен је од Оуклендске полиције. У 90-минутном оружаном окршају, ненаоружани Б. Х. је погођен 10 пута након паљења његове куће, приморан да истрчи у кишу метака. Само 2 дана раније Мартин Лутер Кинг је убијен, јер је отпочео преиспитивање сопствене доктрине о ненасиљу и приближавање радикалним групама. Два месеца касније од дана Бобијевог убиства, Роберт Кенеди надалеко познат у мањинским заједницама, као једини политичар у САД који симпатише покрете за грађанска права, такође је убијен. У јануару 1968. први програм бесплатног доручка за школску децу, започет је у цркви св. Августина у Оукленду. До краја године Пантери су отворили кухиње у градовима широм нације, хранећи 10.000 деце свакодневно пре одласка у школу. Неколико месеци касније, Едгар Хувер јавно је изјавио да су Пантери „највећа претња за унутрашњу безбедност земље“. У Чикагу, невероватни вођа локалних Пантера, Фред Хемптон, води 5 различитих програма храњења на западној страни, учествује у отварању бесплатног медицинског центра и започиње програм тестирања на анемију и помаже добављање крви за болницу округа Кук. Одељак у Чикагу такође креће да се повезује са локалним бандама мењајући њихово деловање, одвајајући их од криминала и уводи их у класни рат. Напори партије су имали великог успеха и Хемптонова публика и организована група су расли сваким даном. Дана 4. децембра у 4:00 ујутро захваљујући информацији ФБИ доушника, полиција Чикага упада у седиште Пантера Чикага, убивши Фреда Хемптона на спавању. Погођен је два пута у главу, једанпут у руку и раме, док су три друге особе из истог кревета побегле неповређене. Марк Кларк, спавајући на столици у дневној соби такође је убијен. Хемптонова жена, у осмом месецу трудноће је такође погођена, али је преживела. Четири Пантера су рањена на спавању, док је један успео да избегне повреде. Фред Хемптон је био стар 21 годину када је погубљен, а Марк 17. По налазима федералне истраге 90 метака је испаљено у стану. Један је испалио Пантер, Марк, који је спавао са пушком у руци. Сви преживели чланови Пантера су ухапшени због „покушаја убиства полицајаца и напада“. Ниједан полицајац није провео ни минут у затвору због егзекуције. 
Лета 1969. савезништво између Пантера и СНЦЦ почиње да се распада. Једна од главних тачака раздора је укључивање белаца у борбу за права мањина, раздор који је довео до отворене пушчане ватре на Калифорнијском универзитету у Лос Анђелесу против групе Сједињени робови коју је водио Маулана Каренга, и два Пантера су погинула. У септембру Хјуи Њутон је осуђен за случајно убиство и одређена му је казна од две до петнаест година у затвору; 1970. уложена је жалба на пресуду и она је укинута због грешака у процесу. 24. новембра 1968. Кетлин и Елдриџ Кливер су побегли из САД, посетивши Кубу и Париз и најзад се скрасили у Алжиру. Раније те године Кливер је објавио своју познату књигу „Душа на леду“ (енгл. Soul on ice). До краја године партија се увећала са 400 на преко 5000 чланова у 45 одбора и огранака са новинским тиражем од 100.000 копија. 1969. Сил је оптужен у Чикагу, због протеста током националне конвенције Демократа годину дана пре тога. Како је он упорно устајао током суђења, инсистирајући на томе да му је укинуто уставно право на адвоката, судија одређује да га вежу и зачепе му уста. Осуђен је за непоштовање суда 16 пута, на 4 године затвора. Док је био у затвору суђено му је за убиство полицајца, процес који ће се завршити крајем 1971, јер порота није била усаглашена и није успела да донесе пресуду. У марту 1970. Боби Сил објављује „Искоришћавање времена“ (енгл. Seize the time), док је још био у затвору, причу о Пантерима и Хјуиу Њутону. Дана 2. априла 1970, 21. Пантеру је суђено у Њујорку, због завере у убиству полицајаца и дизања у ваздух зграда. 22. маја, осам чланова, укључујући и Ерику Хагинс, ухапшени су због неколико завера и оптужби за убиство у Њу Хејвну, Конектикат. У међувремену, шефу одељења Дејвиду Хилијарду се суди због претњи председнику Ричарду Никсону. Партија чини веома мало да раздвоји легалне од нелегалних радњи, због тога је увек и свуда на удару владе. Тираж новина 1971. године достиже 250.000. После пуштања Хјуиа Њутона из затвора, он улаже више напора да даље развије програм социјалног опстанка у црначким заједницама, програм који обезбеђује бесплатан доручак деци, отвара бесплатне медицинске клинике, помаже бескућницима да нађу домове и дели одећу и храну.

## ФБИ фалсификати, провокације и хемијски рат
У марту 1970. ФБИ почиње да сеје семе раздора међу Црним пантерима, шаљући фалсификована писма члановима. Елриџ Кливер је једна од главних мета, живећи у избеглиштву у Алжиру – постепено су га убедили, сталним низом дезинформација да руководство Црних пантера покушава да га уклони из управе.
Кливер је примио гомилу кривотворених писама од тобожњих чланова партије, који критикују Њутоново вођство, тражећи да Кливер преузме контролу. Пример таквог фалсификата, написаног у име Кони Метјус, Њутонове личне секретарице: 
Знам да Вам није речено шта се дешава у последње време... Ствари око штаба су ужасно неорганизоване, где друг командир не доноси исправне одлуке. Новине се урушавају. Нико не зна ко је главни. Стране испоставе не добијају подршку. Браћу и сестре оптужују за свакакве ствари... Збуњена сам, јер ја не знам на коју страну да се окренем... Када бисте само били овде да убризгате снагу у покрет или да нас посаветујете. Један од тих корака мора бити ускоро предузет и оба су драстична. Морамо се такође решити врховног команданта и нелојалних чланова... Хјуи је стварно све што имамо сада и не можемо га оставити, невезано са тим како се лоше држао, уколико Ви не мислите другачије.
 Кливер је примио слична фалсификована писма у распону од група изван Пантера до Пантера самих, од обичних чланова до Елберта Хауарда (уредника Црног пантера). До раздвајања је дошло када Њутон одлази на интервју са Кливером на телефону из Алжира. Кливер изражава свој апсолутни презир према ономе што се десило партији, захтевајући да Дејвид Хилијард буде уклоњен, чак као реформиста напада програм доручака. Кливер је избачен из Централног комитета и оснива своју Црначку ослободилачку армију. У 1973. Сил се кандидује за градоначелника Оукленда. Иако је добио 40% гласова, изгубио је.

## Уништени остаци партијског вођства
Са тако великим борбама, гледајући како партија пропада због фракција и међусобне мржње, Хјуи, као и многи чланови, постаје разочаран. Он више не жели да води партију, упркос другачијим очекивањима и захтевима других, док упада у спиралу сумње у себе. Постаје тешко зависан од хероина и кокаина. Није јасно је ли то његова грешка, а веома је могуће да је дело ФБИ-ја. Хјуи је бриљирао у једном од својих јавних говора 80-их година, где је имао честе изливе своје изванредне бистрине, али је затим постао потпуно неповезан и расплинут и убио је себе реакционарним самоубиством кроз навученост на дрогу. Дана 22. августа 1989. Њутон је убијен на улицама Оукленда у свађи око дроге. Боби Сил је иступио из партије, док Илејн Браун преузима вођење и наставак програма у заједници. У јесен 1975. Елдриџ и Кетлин Кливер враћају се из избеглиштва као поново рођени хришћани. У 1979. све оптужбе против Кливера су повучене након погодбе са државом и изјашњавања кривим за напад 1968. у пуцњави са полицајцима. Добио је 5 година условно. У бледим годинама свог живота Кливер преузима политички изглед сличан Мартин Лутер Кинговом, улази у различите опасне пословне подухвате и постаје тежак зависник од кокаина. До почетка '80-их година напади на партију и унутрашња деградација и поделе проузроковале су распад. Вођство партије је потпуно уништено, њено чланство константно терорисано од полиције. Многи преостали Пантери су прогањани и убијени у наступајућим годинама, затворени на основу измишљених оптужби (Мумија Абу Џамал, Сандиата Аколи међу многим другим) или приморани да избегну из САД (Асата Шакур и други). Како ће Кливер касније објаснити у интервјуу годину дана пре смрти: 
У таквом стању (влада САД) откинула је главу (Црначком ослободилачком покрету) и оставила тело наоружано. Зато су ови младићи тамо на улици, они имају реторику, али су без политичког усмерења... и имају оружје.